# Planagöl (Asa socken, Småland)
Planagöl är en sjö i Växjö kommun i Småland och ingår i Mörrumsåns huvudavrinningsområde.